# Olson (constructor)
 Olson  va ser un constructor estatunidenc de cotxes de competició que va arribar a disputar curses a la Fórmula 1.
Olson va competir al campionat del món de la Fórmula 1 a una sola temporada, la de l'any 1950.
Va disputar només la cursa del Gran Premi d'Indianapolis 500, no competint a cap més prova del campionat del món de la F1.

## Resultats a la F1
| Temporada | Pilot         | G. Sortida | Classificació | Punts | Retirada | Resultats |
| --------- | ------------- | ---------- | ------------- | ----- | -------- | --------- |
| 1950      | Jackie Holmes | 30         | 23            |       | Virolla  | Resultats |

## Palmarès a la F1
- Curses: 1
- Victòries: 0
- Podiums: 0
- Punts: 0